# Vioolrozetgalmug
De vioolrozetgalmug (Prodiplosis violicola) is een muggensoort uit de familie van de galmuggen (Cecidomyiidae). De wetenschappelijke naam van de soort is voor het eerst geldig gepubliceerd in 1900 door Coquillett.